# Raul Siem
Raul Siem (ur. 5 czerwca 1973) – estoński polityk i prawnik, w latach 2020–2021 minister handlu zagranicznego i technologii informacyjnych.

## Życiorys
Ukończył kształcącą kadry służb publicznych szkołę Sisekaitseakadeemia (1996), a w 2002 studia prawnicze na Uniwersytecie w Tartu. W latach 1999–2007 pracował w administracji podatkowej, kierował departamentem windykacji zaległości podatkowych i celnych. Później do 2011 pełnił funkcję zastępcy dyrektora do spraw bezpieczeństwa i nadzoru w zakładzie karnym w Tallinnie. Podjął następnie praktykę jako prawnik i konsultant.
W 2016 wstąpił do Estońskiej Konserwatywnej Partii Ludowej. W 2017 uzyskał mandat radnego gminy Rae. W 2019 minister Mart Helme powołał go na swojego doradcę. W kwietniu 2020 objął urząd ministra handlu zagranicznego i technologii informacyjnych w drugim rządzie Jüriego Ratasa. Zastąpił na tym stanowisku Kaimara Karu, który utracił rekomendację EKRE. Funkcję tę pełnił do stycznia 2021.